# Xưởng muối hoàng gia Arc-et-Senans
Xưởng muối hoàng gia Arc-et-Senans (tiếng Pháp: Saline royale d'Arc-et-Senans) là một cơ sở sản xuất muối ăn được xây dựng vào thế kỉ 18 nằm ở quận Arc-et-Senans thuộc tỉnh Doubs, Pháp. Đây là tác phẩm của kiến trúc sư nổi tiếng Claude Nicolas Ledoux với mục đích ban đầu là thay thế các cơ sở sản xuất muối ở Salins-les-Bains và Lons-le-Saunier. Công trình này là một bước tiến về thiết kế và quy hoạch các công trình công nghiệp trong kỷ nguyên Khai sáng. Nó đã được UNESCO đưa vào danh sách Di sản thế giới năm 1982.

## Lịch sử
Vào thời gian thế kỉ 17 và 18, muối ăn là một sản phẩm rất quan trọng trong đời sống nước Pháp vì nó được dùng để bảo quản thịt và cá. Vì lý do này mà thuế muối (gabelle) bị đánh rất nặng và người ta tìm mọi cách để khai thác các mỏ muối có trên đất Pháp. Sau khi các mỏ Salins-les-Bains và Montmorot dần trở nên cạn kiệt, vua Louis XV đã phải ra lệnh cho Claude-Nicolas Ledoux, kiến trúc sư của nhà vua, thiết kế một xưởng muối hoàng gia có năng suất cao tại Arc-et-Senans.
Bản thiết kế đầu tiên được Ledoux đệ trình nhà vua vào tháng 4 năm 1774 tuy nhiên nó đã bị Louis XV bác bỏ vì cho là công trình bị thiết kế cầu kì quá mức cần thiết cho một xưởng muối. Bản thiết kế thứ hai chỉ được ký thông qua ngày 28 tháng 10 năm 1774. Quyết định xây dựng xưởng muối hoàng gia được thông qua sớm từ ngày 29 tháng 4 năm 1773, theo đó khu vực xây dựng sẽ nằm giữa các làng của Arc và Senans. Khu vực này thỏa mãn nhiều điều kiện kỹ thuật như nằm gần sông Loue và rừng Chaux, một khu rừng rộng đảm bảo được nguồn củi đốt cho xưởng muối. Thêm nữa khu vực này nằm ở gần giữa lục địa châu Âu, có thể thông thương với Địa Trung Hải bằng kênh đào Dole, cũng như với biển Bắc và cảng Anvers qua sông Rhin. Lý do cuối cùng là vì địa điểm này nằm gần Thụy Sĩ, vốn là một nước có nhu cầu muối lớn thời bấy giờ. Theo dự án này thì xưởng muối sẽ có công suất 60.000 tạ (quintal) muối một năm, tương đương với việc phải làm bốc hơi 100.000 tấn nước mỗi năm theo tỉ lệ cứ 1 lít nước muối thì có 30 gam muối.
Arc-en-Senans hoạt động đến giữa thế kỉ 19 thì gặp sự cạnh tranh quyết liệt của các xưởng muối sản xuất từ nước biển, thêm vào đó xưởng này còn gây ô nhiễm cho các giếng nước ăn trong vùng, cuối cùng nó phải đóng cửa năm 1895. Các công trình của xưởng muối bắt đầu hư hại, đặc biệt là sau trận hỏa hoạn lớn năm 1918. Năm 1923 toàn bộ công trình được công nhận là di tích lịch sử của Pháp, dẫn đến đợt tu sửa lớn năm 1930. Đến năm 1982 thì Arc-en-Senans được UNESCO công nhận là Di sản thế giới.

## Kiến trúc
Để chuyển nước muối từ Salins-les-Bains về xưởng tại Arc-en-Senans, người ta cho xây dựng hai kênh đào dẫn nước muỗi bằng gỗ lãnh sam dài 21 km với 10 trạm gác bảo vệ. Mỗi ngày, 135.000 lít nước muối được chuyển qua kênh đào này với lượng nước muối rò rỉ không nhỏ. Để hạn chế rò rỉ, từ năm 1788 người ta dần dần dùng gang để thay thế gỗ làm kênh đào.
Công trình quan trọng nhất của hệ thống nhà xưởng là lò đốt (bâtiment de graduation) với tác dụng làm nước bốc hơi để cô đặc nước muối. Tòa nhà này dài tới 496 mét, cao 7 mét, kèm theo đó là một bể chứa nước muối có dung tích 200 mét khối. Các công trình này đã bị phá hủy năm 1920.
Để bảo vệ cho xưởng muối người ta cho xây dựng một trạm gác lớn được trang trí rất cầu kì. Bên cạnh đó còn có tòa nhà của giám đốc, các tòa nhà của nhân viên và sở thuế muối, chuồng ngựa, vườn và nhiều công trình khác. Tất cả được quy hoạch trong một nửa hình tròn đường kính 370 mét với tâm là tòa nhà giám đốc (maison du directeur). Tòa nhà này được xây dựng theo kiểu của biệt thự La Rotonda do Andrea Palladio thiết kế ở Vicenza, Ý.

## Hình ảnh

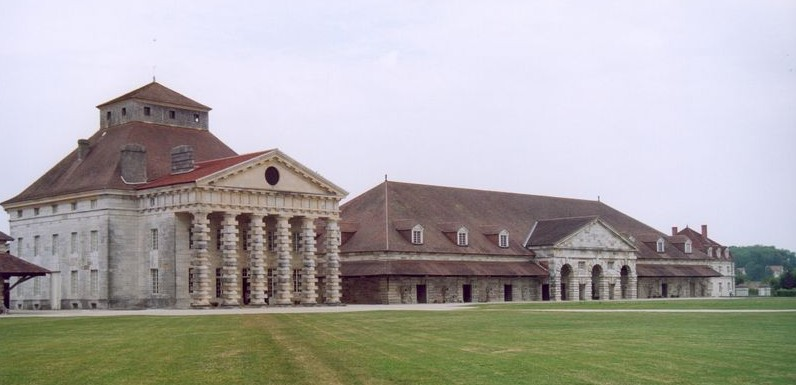
Khu nhà giám đốc và sân xưởng sản xuất
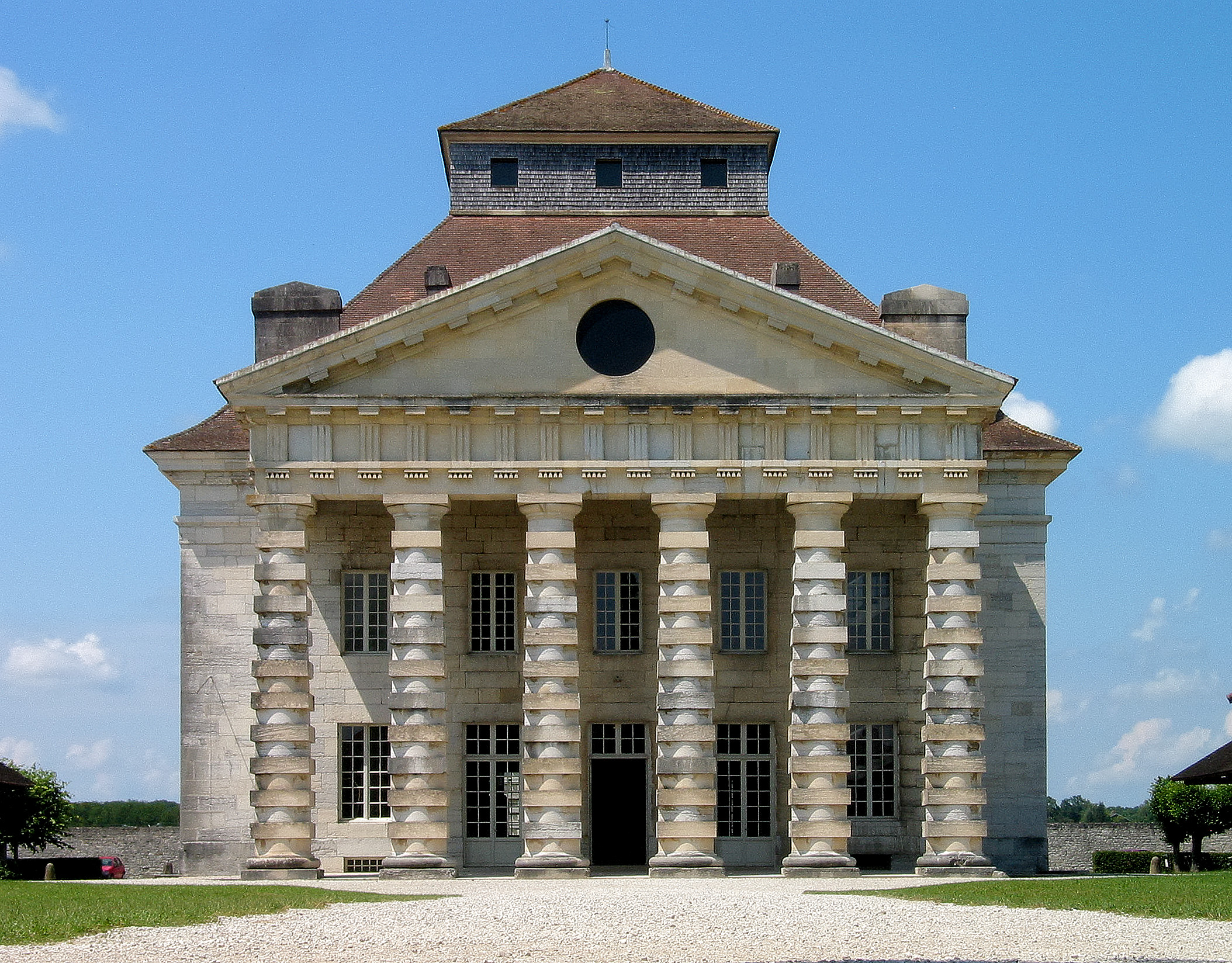
Chính diện khu nhà giám đốc
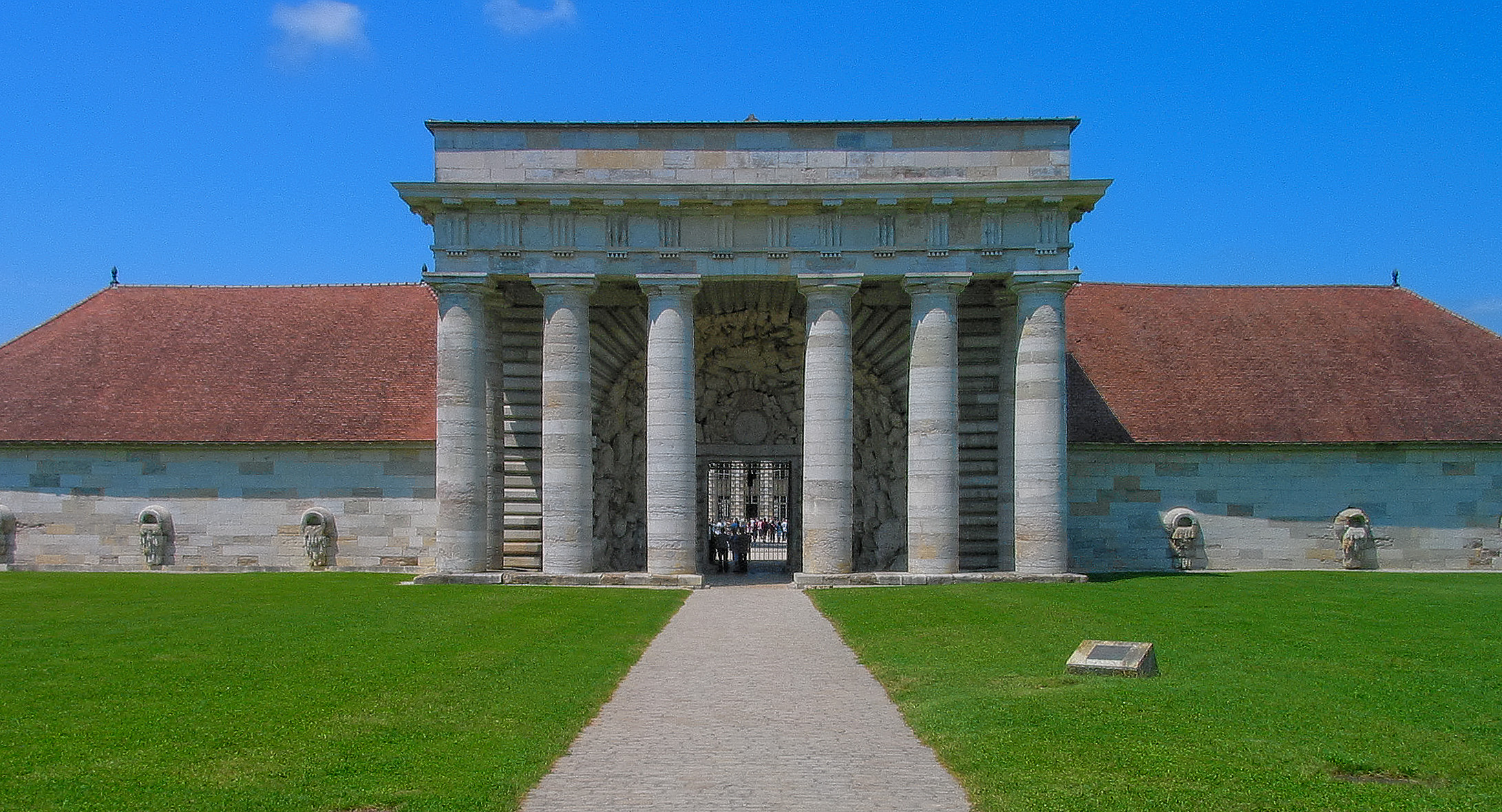
Cổng vào
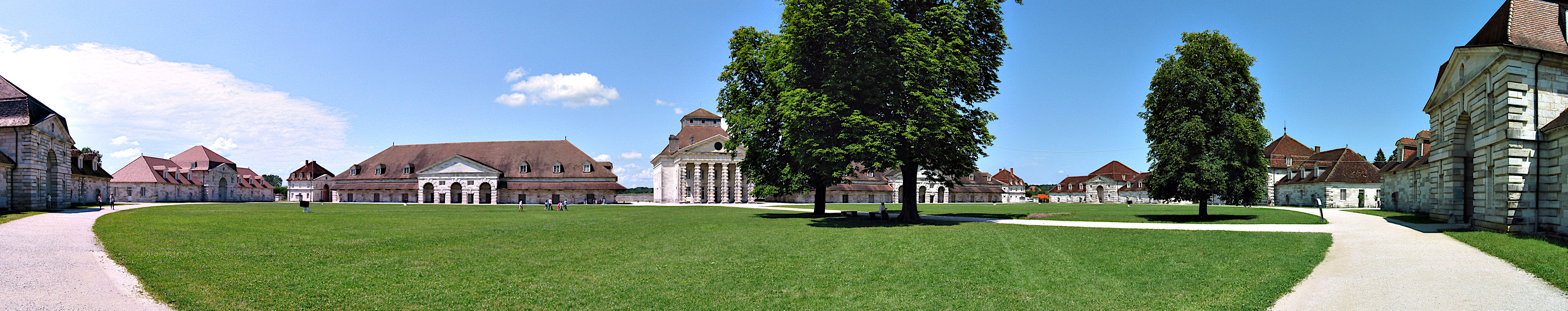
Toàn cảnh xưởng muối
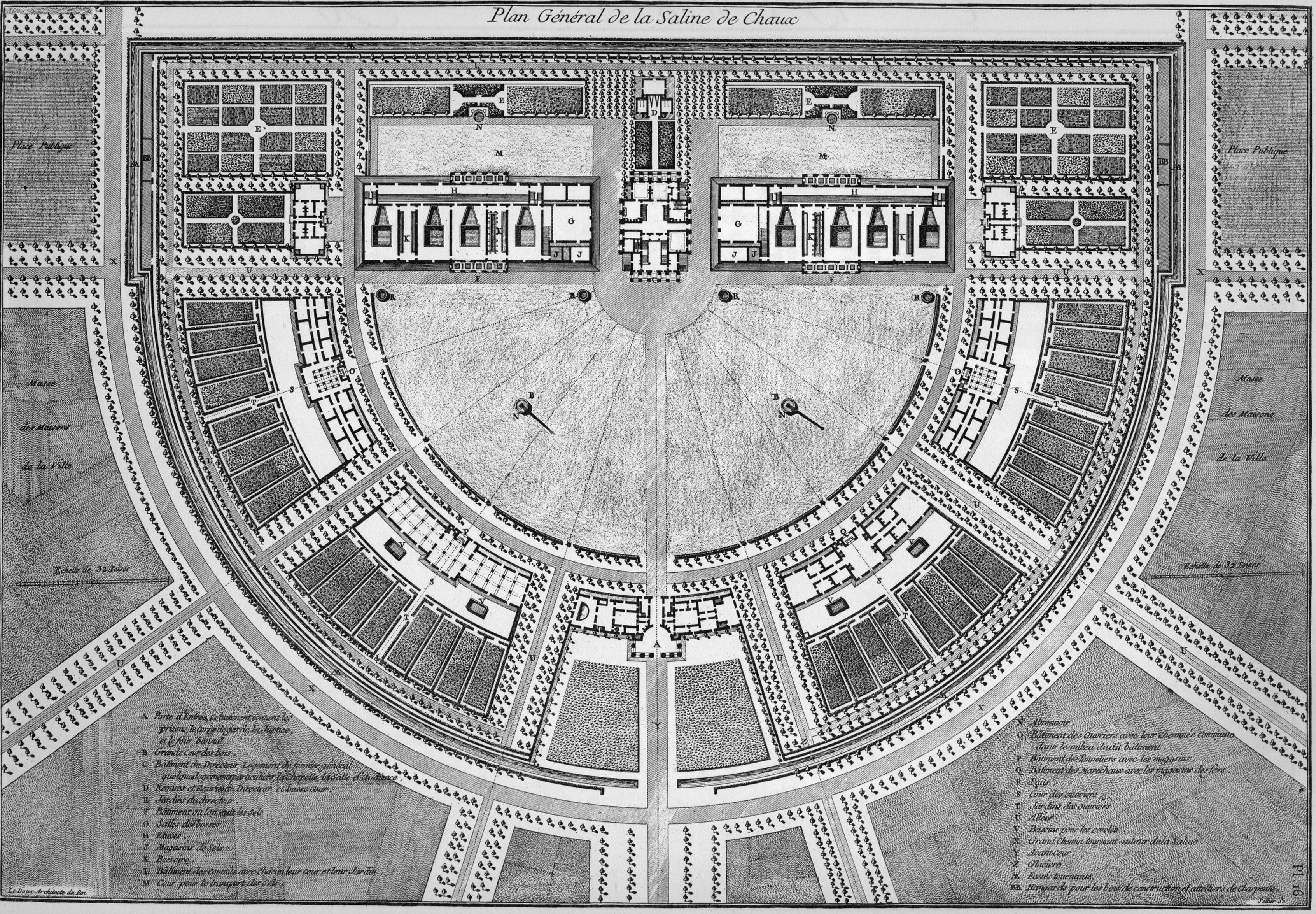
Sơ đồ dự án xưởng muối
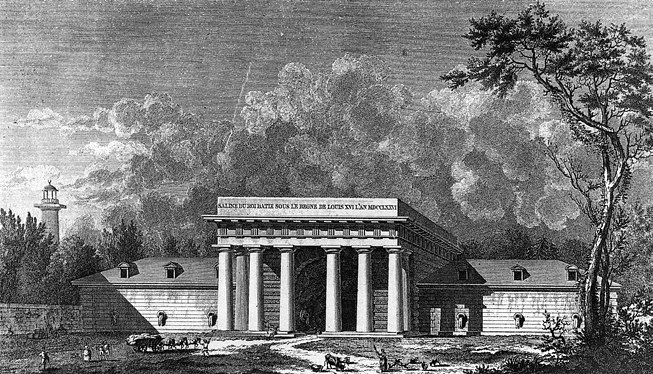
Nhà chính
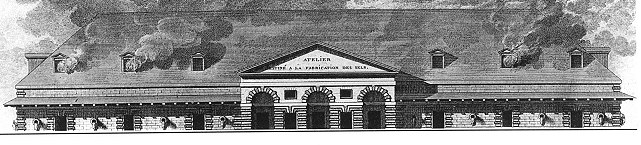
Xưởng sản xuất
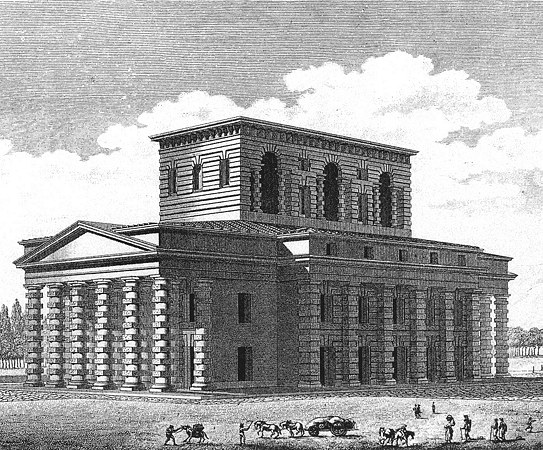
Bản vẽ khu nhà giám đốc